# Liste der Biografien/Langg
Liste der Biografien |
Portal Biografien |
Personensuche
# |
A |
B |
C |
D |
E |
F |
G |
H |
I |
J |
K |
L |
M |
N |
O |
P |
Q |
R |
S |
T |
U |
V |
W |
X |
Y |
Z |
?
 
La |
Lb |
Lc |
Le |
Lg |
Lh |
Li |
Lj |
Ll |
Lm |
Lo |
Lp |
Lt |
Lu |
Lv |
Lw |
Lx |
Ly |
Lz
 
Laa |
Lab |
Lac |
Lad |
Lae–Lah |
Lai |
Laj |
Lak |
Lal |
Lam |
Lan |
Lao |
Lap |
Laq |
Lar |
Las |
Lat |
Lau |
Lav |
Law |
Lax |
Lay |
Laz
 
Lana |
Lanc |
Land |
Lane |
Lanf |
Lang |
Lanh |
Lani |
Lanj |
Lank |
Lanl |
Lanm |
Lann |
Lano |
Lanp |
Lanq |
Lanr |
Lans |
Lant |
Lanu |
Lanv |
Lanw |
Lanx |
Lany |
Lanz
 
Langa |
Langb |
Langd |
Lange |
Langf |
Langg |
Langh |
Langi |
Langj |
Langk |
Langl |
Langm |
Langn |
Lango |
Langr |
Langs |
Langt |
Langu |
Langv |
Langw 
Die Liste der Biografien führt alle Personen auf, die in der deutschsprachigen Wikipedia einen Artikel haben. Dieses ist eine Teilliste mit 22 Einträgen von Personen, deren Namen mit den Buchstaben „Langg“ beginnt.

## Langg

### Langga
- Langgaard, Louise (1883–1974), deutsche Malerin, Gymnastik-Lehrerin und Mitbegründerin der anthroposophischen Siedlung Loheland
- Langgaard, Rued (1893–1952), dänischer Komponist und Organist
- Langgärtner, Georg (1926–1987), deutscher Theologe
- Langgässer, Elisabeth (1899–1950), deutsche SchriftstellerinElisabeth Langgässer (1899–1950)

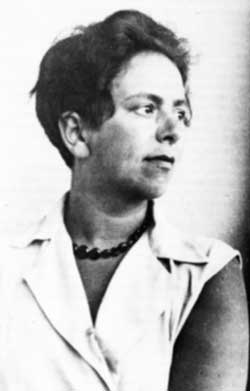
Elisabeth Langgässer (1899–1950)

### Langge
- Langgemach, Juliane (* 1994), deutsche Volleyballspielerin
- Langgemach, Paul (1875–1962), deutscher Metallarbeiter und Mitglied des Provinziallandtages der Provinz Hessen-Nassau

### Langgr
- Langgruber, Bernd (* 1944), österreichischer Fußballspieler

### Langgu
- Langguth, A. J. (1933–2014), US-amerikanischer Autor, Journalist und Historiker
- Langguth, Alexander (* 1975), deutscher Politiker (AfD), MdL
- Langguth, Alfredo (* 1941), uruguayisch-brasilianischer Mammaloge
- Langguth, Christian August (1754–1814), deutscher Mediziner, Physiker und Hochschullehrer
- Langguth, Dieter (* 1937), deutscher FDJ- und SED-Funktionär, Chefredakteur der DDR-Zeitung Junge Welt (1977–1984)
- Langguth, Ernst (1908–1983), deutscher KPD- und SED-Funktionär
- Langguth, Georg August (1711–1782), deutscher Mediziner
- Langguth, Gerd (1946–2013), deutscher Politikwissenschaftler, Politiker (CDU), MdB
- Langguth, Gerhardt (1925–2017), evangelischer Theologe, Pfarrer und Akademiedirektor der Evangelischen Landeskirche in Baden
- Langguth, Hans-Hermann (* 1965), deutscher Journalist, ehemaliger Regierungssprecher
- Langguth, Heide (* 1945), deutsche Politologin
- Langguth, Heike (* 1979), deutsche Vize-Meisterin im Muay Thai (Thai-Boxen)
- Langguth, Ilse (1921–2022), deutsche Emigrantin, Funktionärin der Internationalen demokratischen Frauenföderation IDFF
- Langguth, Johann Michael (1682–1739), deutscher evangelischer Theologe
- Langguth, Lukas (* 1999), deutscher Jazzmusiker (Piano, Komposition)